# Hans Egede
Hans Poulsen Egede (n. 31 ianuarie 1686, Comuna Harstad, Troms, Norvegia – d. 5 noiembrie 1758, Stubbekøbing, regiunea Sjælland, Danemarca) a fost un misionar norvegian de confesiune luterană, supranumit Apostolul Groenlandei. 
S-a născut în insula Hinnoy, în Harstad, Norvegia. A studiat teologia la Universitatea din Copenhaga, iar în aprilie 1707, a fost numit pastor în izolata insulă Lofoten. În același an s-a căsătorit cu Grutrud Rasch. Au avut patru copii.

## Plecarea în Groenlanda
În Lofoten, Egede a auzit istorisiri despre vechile colonii ale oamenilor din nord în Groenlanda, cu care se pierduse contactul de foarte mult timp. În mai 1721, a obținut permisiunea lui Frederick al IV-lea al Danemarcei de a căuta colonia și eventual de a desfășura o misiune acolo, presupunând că vechii locuitori păstraseră încă religia catolică. 
Cele câteva vase plecate din Bergen pe 12 mai 1722, au atins coasta Groenlandei pe 3 iulie. Din vechea colonie nu mai existau supraviețuitori iar legăturile au fost rupte timp de 300 de ani. Egede a găsit în schimb populația inuită printre care a început să-și desfășoare misiunea. A învățat limba inuită, și a tradus părți din textele creștine în limba băștinașilor. A fost nevoie de un efort constant de imaginație, întrucât în inuită nu exista, de exemplu, un terment pentru pâine și nici ceva similar. Așa că în rugăciunea Tatăl nostru în inuită spune: Dă-ne nouă astăzi foca noastră zilnică. 
Egede a fondat așezarea Godthåb (numită astăzi Nuuk), devenită mai târziu capitala Groenlandei. În 1724 a botezat primii copii. Noul rege, Christian VI, a cerut tuturor europenilor să părăsească Groenlanda în 1730. Totuși, Egede a rămas, fiind încurajat și de soția lui. În 1729 a apărut cartea sa Vechea și noua supraviețuire groenlandeză (în norvegiană: Det gamle Grønlands nye Perlustration), fiind tradusă în câteva limbi.

## Reîntoarcerea în Danemarca
În 1733 misionari din Herrnhut, Saxonia au înființat așezarea Noul Herrnhut, la sud de Nuuk. În 1734, o epidemie de variolă a izbucnit, răspândindu-se printre inuiți. Hans Egede și-a lăsat fiul Paul în Groenlanda și a călătorit cu fiicele și fiul Niels în Danemarca. S-a reîntors la Copenhaga în 1736 fiind numit în fruntea unui seminar ce pregătea misionari pentru Groenlanda. A stabilit un catehism pentru aceată regiune în 1747. A murit pe 5 noiembrie 1758 la 72 de ani în Falster, Danemarca.
Egede a devenit sfântul național al Groenlandei. Orașul Egedesminde (literar: Amintirea lui Egede) a fost înființat de fiul său Niels în 1759 inițial în peninsula Eqalussuit, relocat în insula Aasiaat în 1763. Statuia sa veghează asupra capitalei Nuuk.